# Паразитоценология
Паразитоценология — комплексная теоретико-прикладная, медико-, ветеринарно-, фитопатолого-, биоценологическая наука об экопаразитарных системах.
Наука включает в себя паразитические и условно-патогенные организмы, ассоциации их свободноживущих поколений и гостальную среду (симбиосферу), её задачами являются изучение указанных систем с целью разработки теоретических основ и методов управления ими, а также объединение всех разделов паразитологии (вирусологии, микробиологии, мико-, фито- и зоопаразитологии).